# Trente Glorieuses
Les Trente Glorieuses is de periode tussen 1945 en 1973, dus van het einde van de Tweede Wereldoorlog tot aan de oliecrisis van 1973, die in een groot deel van de ontwikkelde landen gekenmerkt werd door sterk economisch herstel. De economische groei werd mede door het Marshallplan gegenereerd. De welvaart nam sterk toe en er was nagenoeg volledige werkgelegenheid. De term is afkomstig van de schrijver Jean Fourastié die in 1979 het boek Les Trente Glorieuses, ou la révolution invisible de 1946 à 1975 uitbracht. De uitdrukking refereert aan de Franse term Trois Glorieuses, de drie dagen 27, 28 en 29 juli 1830 van de Julirevolutie.
In deze periode veranderde de Franse samenleving sterk van karakter. In 1944 was Frankrijk grotendeels bevrijd van de Duitse bezetting. De schade in het land was enorm. De havens in het westen waren verwoest, evenals alle bruggen over de Loire en de Seine, behalve die in Parijs. Tijdens de oorlog waren meer dan 650.000 Fransen om het leven gekomen.
Frankrijk koos onder De Gaulle voor een dirigistische industriepolitiek waarbij grote banken en industriële ondernemingen genationaliseerd werden.
De snelheid van de ontwikkelingen gedurende de trente glorieuses liet Fourastié zien aan de hand van een aantal kerncijfers van de jaren 1946 en 1975:
- De bevolking groeide, na jaren van stagnatie tijdens de Derde Republiek, van 40,5 naar 52,6 miljoen
- Het aantal jongeren ouder dan 14 jaar dat onderwijs volgde steeg van 650.000 naar 4 miljoen
- Het aandeel van de agrarische sector in de werkgelegenheid daalde van 36 naar 10%
- Het aandeel van de dienstensector in de werkgelegenheid steeg van 32 naar 51,4%
- Het particuliere wagenpark steeg van 1 miljoen naar 15,3 miljoen

De jaren 1950 en 1960 kenmerkten zich door een gemiddelde jaarlijkse economische groei van 5% en de opkomst van de consumptiemaatschappij, waarna vrijwel ieder Frans huishouden beschikte over telefoon, een koelkast, een televisie en vaak ook een auto. In 1950 werd het minimumloon ingevoerd en vanaf 1948 werd begonnen met de bouw van sociale huurwoningen. Deze bouw nam met name in de jaren 1960 een grote vlucht. Ook werd de bouw van autosnelwegen ter hand genomen: de autosnelweg tussen Rijsel en Parijs kwam in 1965 gereed, de rondweg rond Parijs in 1973 en de snelweg tussen Parijs en Marseille in 1974.
Met de oliecrisis van 1973 kwam een eind aan de periode van economische groei in Frankrijk.